# Liste des lieux de culte de la Capitale-Nationale
La liste des lieux de culte de la Capitale-Nationale liste l'ensemble des lieux de culte situés dans la région administrative de la Capitale-Nationale au Québec.
Notez que cette liste ne comprend que les lieux de culte érigés avant 1975.

## Liste

### Lieux de culte chrétiens

#### Lieux de culte catholiques
| Lieu de culte                                                       | Illustration | Municipalité                           | Adresse                                    | Coordonnées | Année de construction | Lien dans l'ILCQ | Notes                                         |
| ------------------------------------------------------------------- | ------------ | -------------------------------------- | ------------------------------------------ | ----------- | --------------------- | ---------------- | --------------------------------------------- |
| Chapelle de l'Hôtel-Dieu-du-Sacré-Coeur                             |              | Québec (La Cité-Limoilou)              | 1, avenue du Sacré-Coeur                   |             | 1902-1903             | 21892            |                                               |
| Chapelle de la Congrégation                                         |              | Québec (La Cité-Limoilou)              | 2, côte de la Fabrique                     |             | 1822-1825             | 21242            |                                               |
| Chapelle de la Fédération des Augustines de la Miséricorde de Jésus |              | Québec (Sainte-Foy-Sillery-Cap-Rouge)  | 2285, chemin Saint-Louis                   |             | 1962                  | 21227            |                                               |
| Chapelle de la Maison Béthanie                                      |              | Québec (La Cité-Limoilou)              | 14, rue Couillard                          |             | 1876-1878             | 21424            | Fermée                                        |
| Chapelle de la Maison provinciale des Ursulines                     |              | Québec (La Haute-Saint-Charles)        | 20, rue des Ursulines                      |             | 1961-1962             | 53151            |                                               |
| Chapelle des Jésuites de Québec                                     |              | Québec (La Cité-Limoilou)              | 20, rue Dauphine                           |             | 1817                  | 21717            |                                               |
| Chapelle des Pères Blancs d'Afrique                                 |              | Québec (La Cité-Limoilou)              | 180, chemin Sainte-Foy                     |             | 1964                  | 19824            |                                               |
| Chapelle des Sœurs de la Charité                                    |              | Québec (La Cité-Limoilou)              | 945, rue des-Sœurs-de-la-Charité           |             | 1914                  | 21021            | Fermée                                        |
| Chapelle des Sœurs-du-Bon-Pasteur                                   |              | Québec (La Cité-Limoilou)              | 1080, rue de la Chevrotière                |             | 1866-1868             | 20868            |                                               |
| Chapelle des Ursulines                                              |              | Québec (La Cité-Limoilou)              | 12, rue Donnacona                          |             | 1902                  | 21364            |                                               |
| Chapelle conventuelle des Augustines de l'Hôtel-Dieu-de-Québec      |              | Québec (La Cité-Limoilou)              | 32, rue Charlevoix                         |             | 1800-1803             | 18928            |                                               |
| Chapelle conventuelle Maison Jésus-Ouvrier                          |              | Québec (Les Rivières)                  | 475, boulevard Père-Lelièvre               |             | 1928                  | 16144            |                                               |
| Chapelle conventuelle Monseigneur Briand                            |              | Québec (La Cité-Limoilou)              | 2, côte de la Fabrique                     |             | 1785-1786             | 21192            |                                               |
| Chapelle conventuelle Notre-Dame-des-Anges                          |              | Notre-Dame-des-Anges                   | 260, boulevard Langelier                   |             | 1671-1673             | 15932            |                                               |
| Chapelle conventuelle Notre-Dame-du-Perpétuel-Secours               |              | Sainte-Anne-de-Beaupré                 | 10075, avenue Royale                       |             | 1924                  | 11381            |                                               |
| Chapelle conventuelle Notre-Dame-du-Sacré-Coeur                     |              | Québec (La Cité-Limoilou)              | 71, rue Sainte-Ursule                      |             | 1909-1910             | 21479            | Fermée                                        |
| Chapelle conventuelle Sacré-Coeur                                   |              | Baie-Saint-Paul                        | 63, rue Ambroise-Fafard                    |             | 1900-1903             | 9271             | Recyclée                                      |
| Chapelle conventuelle Saint-Joseph                                  |              | Québec (La Cité-Limoilou)              | 560, chemin Sainte-Foy                     |             | 1925-1927             | 21994            |                                               |
| Chapelle conventuelle Sainte-Geneviève                              |              | Québec (La Cité-Limoilou)              | 545, rue Saint-Amable                      |             | 1940-1941             | 19860            |                                               |
| Chapelle conventuelle Sainte-Jeanne-d'Arc                           |              | Québec (Sainte-Foy-Sillery-Cap-Rouge)  | 1505, avenue de l'Assomption               |             | 1955-1956             | 18422            |                                               |
| Chapelle conventuelle du Sanctuaire du Sacré-Coeur                  |              | Québec (Sainte-Foy-Sillery-Cap-Rouge)  | 1679, chemin Saint-Louis                   |             | 1925-1927             | 17294            |                                               |
| Basilique-cathédrale Notre-Dame de Québec                           |              | Québec (La Cité-Limoilou)              | 16, rue De Buade                           |             | 1922-1930             | 21669            |                                               |
| Église de Tewkesbury                                                |              | Stoneham-et-Tewkesbury                 | 3405, route Tewkesbury                     |             | 1957                  | 10651            | Recyclée                                      |
| Église du Bon-Pasteur                                               |              | Québec (Charlesbourg)                  | 385, rue Jean XXIII                        |             | 1965-1966             | 16129            | Détruite                                      |
| Église L'Ange-Gardien                                               |              | L'Ange-Gardien                         | 6359, avenue Royale                        |             | 1931-1932             | 11034            |                                               |
| Chapelle L'Assomption                                               |              | Rivière-à-Pierre                       | 798, route Labbé                           |             | 1964-1965             | 9385             |                                               |
| Église L'Assomption-de-la-Sainte-Vierge                             |              | Les Éboulements                        | 280, rue Principale                        |             | 1932                  | 8741             |                                               |
| Chapelle L'Oasis-Notre-Dame                                         |              | Saint-Léonard-de-Portneuf              | ?                                          |             | 1925                  | 9360             |                                               |
| Chapelle La Fraternité                                              |              | Sainte-Pétronille                      | 253, chemin du Bout de l'Île               |             | 1960                  | 12707            |                                               |
| Chapelle La Galette                                                 |              | Saint-Urbain                           | ?                                          |             | 1930                  | 8712             |                                               |
| Église de la Nativité-de-Notre-Dame de Beauport                     |              | Québec (Beauport)                      | 25, rue du Couvent                         |             | 1916-1918             | 15129            |                                               |
| Église de La Visitation-de-Notre-Dame de Château-Richer             |              | Château-Richer                         | 179, rue de l'Église                       |             | 1866                  | 11353            |                                               |
| Église Notre-Dame-de-Foy                                            |              | Québec (Sainte-Foy-Sillery-Cap-Rouge)  | 820, rue Du Chanoine-Martin Québec G1V 4N2 |             | 1978-1979             |                  | Fermée                                        |
| Église Notre-Dame-de-Lorette de Wendake                             |              | Wendake                                | 73, rue Maurice-Bastien                    |             | 1862-1865             | 13030            |                                               |
| Chapelle du Mont-Thabor                                             |              | Québec (La Cité-Limoilou)              | 1175, 18e rue                              |             | 1951-1953             | 19301            | Recyclée                                      |
| Chapelle extérieure du Séminaire de Québec                          |              | Québec (La Cité-Limoilou)              | ?                                          |             | 1888-1890             |                  |                                               |
| Église Notre-Dame-de-Jacques-Cartier                                |              | Québec (La Cité-Limoilou)              | 160, rue Saint-Joseph Est                  |             | 1851-1853             | 18702            | Recyclée (La Nef 2014-)                       |
| Église Notre-Dame-de-l'Annonciation                                 |              | L'Ancienne-Lorette                     | 1625, rue Notre-Dame                       |             | 1907-1908             | 13998            |                                               |
| Chapelle Notre-Dame-de-l'Assomption                                 |              | Saint-Raymond                          | 3320, chemin du Lac-Sept-Îles              |             | 1940                  | 9411             | Détruite                                      |
| Église Notre-Dame-de-l'Espérance                                    |              | Québec (Beauport)                      | 3027, avenue Saint-Samuel                  |             | 1963                  | 15381            |                                               |
| Église Notre-Dame-de-la-Garde                                       |              | Québec (La Cité-Limoilou)              | 761, rue Champlain                         |             | 1877                  | 21060            |                                               |
| Chapelle Notre-Dame-de-la-Paix                                      |              | Lac-Sergent                            | Route de la Chapelle                       |             | 1907-1908             | 9822             |                                               |
| Chapelle Notre-Dame-de-Liesse                                       |              | Fossambault-sur-le-Lac                 | 230, rue Gingras                           |             | 1950                  | 10527            |                                               |
| Église Notre-Dame-de-Pitié                                          |              | Québec (La Cité-Limoilou)              | 990, rue Saint-Vallier Ouest               |             | 1945-1946             | 18388            | Détruite                                      |
| Église Notre-Dame-de-Vanier                                         |              | Québec (Les Rivières)                  | 260, avenue Bélanger                       |             | 1948                  | 15509            |                                               |
| Église Notre-Dame-des-Monts                                         |              | Notre-Dame-des-Monts                   | 48, rue Notre-Dame                         |             | 1947                  | 8630             |                                               |
| Église Notre-Dame-des-Sept-Douleurs                                 |              | Portneuf                               | 207, 1ère avenue                           |             | 1927-1929             | 9531             |                                               |
| Église Notre-Dame-des-Victoires                                     |              | Québec (La Cité-Limoilou)              | 32, rue Sous-le-Fort                       |             | 1763-1766             | 22127            |                                               |
| Église Notre-Dame-du-Très-Saint-Rosaire de Beaupré                  |              | Beaupré                                | 2, rue Fatima Est                          |             | 1953                  | 10993            |                                               |
| Église Notre-Dame-du-Très-Saint-Rosaire de Portneuf                 |              | Portneuf                               | 481, rue Notre-Dame                        |             | 1971-1972             | 9515             |                                               |
| Chapelle Sacré-Coeur                                                |              | Saint-Aimé-des-Lacs                    | Rue Principale                             |             | 1917                  | 8597             |                                               |
| Église Sacré-Coeur-de-Jésus de Québec                               |              | Québec (La Cité-Limoilou)              | 340, rue Montmartre                        |             | 1968                  | 18324            | nouvelle vocation                             |
| Église Sacré-Coeur-de-Jésus de La Malbaie                           |              | La Malbaie                             | 605, rue Richelieu                         |             | 1917                  | 7866             |                                               |
| Chapelle Saint-Achilée                                              |              | Château-Richer                         | Rang Saint-Achilée Est                     |             | 1885                  | 11489            |                                               |
| Chapelle Saint-Agricole                                             |              | Saint-Raymond                          | Rang Saguenay                              |             | 1860                  | 4463             |                                               |
| Église Saint-Aimé                                                   |              | Saint-Aimé-des-Lacs                    | 97, rue Principale                         |             | 1941-1942             | 8545             |                                               |
| Église Saint-Alban                                                  |              | Saint-Alban                            | 190, rue Principale                        |             | 1886-1888             | 8954             |                                               |
| Église Saint-Albert-le-Grand                                        |              | Québec (La Cité-Limoilou)              | 3055, 2e avenue                            |             | 1952                  | 18437            |                                               |
| Église Saint-Ambroise-de-la-Jeune-Lorette                           |              | Québec (La Haute-Saint-Charles)        | 277, rue Racine                            |             | 1967-1968             | 12773            |                                               |
| Église Saint-André                                                  |              | Québec (La Haute-Saint-Charles)        | 10680, boulevard Savard                    |             | 1964-1965             | 16204            |                                               |
| Église Saint-Augustin                                               |              | Saint-Augustin-de-Desmaures            | 325, route 138                             |             | 1809-1816             | 13201            |                                               |
| Église Saint-Basile                                                 |              | Saint-Basile                           | 317, boulevard du Centenaire               |             | 1882-1888             | 9147             |                                               |
| Église Saint-Benoît-Abbé                                            |              | Québec (Sainte-Foy-Sillery-Cap-Rouge)  | 3420, rue Rochambeau                       |             | 1966-1967             | 16240            |                                               |
| Église Saint-Bernard                                                |              | L'Isle-aux-Coudres                     | 24, rue Royale Est                         |             | 1928-1929             | 9085             |                                               |
| Église Saint-Bernardin-de-Sienne                                    |              | Rivière-à-Pierre                       | 605, rue de l'Église                       |             | 1909                  | 4571             |                                               |
| Église Saint-Casimir                                                |              | Saint-Casimir                          | 110, place de l'Église                     |             | 1898-1899             | 7415             |                                               |
| Église Saint-Charles-de-Limoilou                                    |              | Québec (La Cité-Limoilou)              | 550, 8e avenue                             |             | 1918-1920             | 16641            | Fermée au culte depuis 2012                   |
| Église Saint-Charles-Borromée de Grondines                          |              | Deschambault-Grondines                 | 490, route 138                             |             | 1839-1842             | 6396             |                                               |
| Église Saint-Charles-Borromée de Québec                             |              | Québec (Charlesbourg)                  | 747, boulevard Louis-XIV                   |             | 1827-1830             | 15729            |                                               |
| Église Saint-Charles-Garnier                                        |              | Québec (Sainte-Foy-Sillery-Cap-Rouge)  | 1215, avenue Chanoine-Morel                |             | 1945-1947             | 17575            |                                               |
| Église Saint-Cœur-de-Marie de Québec                                |              | Québec (La Cité-Limoilou)              | 530, Grande-Allée                          |             | 1919-1920             |                  | Fermée au culte en 1997, démolie en 2019      |
| Église Saint-Denys du Plateau                                       |              | Québec (Sainte-Foy-Sillery-Cap-Rouge)  | 1100, route de l'Église                    |             | 1964                  | 16450            | Recyclée (bibliothèque Monique-Corriveau)     |
| Église Saint-Dominique de Québec                                    |              | Québec (La Cité-Limoilou)              | 175, Grande-Allée Ouest                    |             | 1929-1930             | 16382            |                                               |
| Chapelle Saint-Dunstan                                              |              | Lac-Beauport                           | Chemin de la Chapelle                      |             | 1838                  | 10686            |                                               |
| Église Saint-Edmond                                                 |              | Stoneham-et-Tewkesbury                 | 601, 1ere avenue                           |             | 1911-1912             | 10681            |                                               |
| Église Saint-Émile                                                  |              | Québec (La Haute-Saint-Charles)        | 1596, avenue Lapierre                      |             | 1926-1927             | 12744            |                                               |
| Église Saint-Étienne                                                |              | La Malbaie                             | 353, rue Saint-Étienne                     |             | 1952                  | 7742             |                                               |
| Église Saint-Félix de Cap-Rouge                                     |              | Québec (Sainte-Foy-Sillery-Cap-Rouge)  | 1460, rue Provancher                       |             | 1859-1860             | 15895            |                                               |
| Église Saint-Fidèle                                                 |              | La Malbaie                             | 82, rue Saint-Fidèle                       |             | 1872-1883             | 8142             |                                               |
| Église Saint-Fidèle                                                 |              | Québec (La Cité-Limoilou)              | 1260, 4e avenue                            |             | 1952-1954             | 16948            | Sanctuaire Notre-Dame-de-Rocamadour (2016-)   |
| Église Saint-Firmin                                                 |              | Baie-Sainte-Catherine                  | 294, rue Leclerc                           |             | 1908                  | 7668             |                                               |
| Église Saint-François-d'Assise                                      |              | Québec (La Cité-Limoilou)              | 1381, 1ère avenue                          |             | 1926-1927             | 16669            | Fermée au culte en 2012, démolie en 2019-2020 |
| Église Saint-François-de-Sales                                      |              | Neuville                               | 714, rue des Érables                       |             | 1854                  | 4638             | Recyclée                                      |
| Église Saint-François-de-Sales                                      |              | Saint-François-de-l'Île-d'Orléans      | 341, chemin Royal                          |             | 1734                  | 12342            |                                               |
| Église Saint-François-Xavier                                        |              | Petite-Rivière-Saint-François          | 2, rue du Couvent                          |             | 1903-1905             | 9210             | Recyclée                                      |
| Église Saint-François-Xavier                                        |              | Québec (Les Rivières)                  | 2180, boulevard Père-Lelièvre              |             | 1966-1969             | 16181            |                                               |
| Église Saint-Gabriel de Valcartier                                  |              | Saint-Gabriel-de-Valcartier            | 1881, boulevard Valcartier                 |             | 1911-1912             | 10183            |                                               |
| Église Saint-Gérard-Majella                                         |              | Québec (La Haute-Saint-Charles)        | 1025, avenue de l'Eglise sud               |             | 1907-1908             | 13029            |                                               |
| Église Saint-Gilbert                                                |              | Saint-Gilbert                          | 100A, rue Principale                       |             | 1925                  | 8845             |                                               |
| Église Saint-Grégoire de Montmorency                                |              | Québec (Beauport)                      | 2, rue Monseigneur-Marc-Leclerc            |             | 1897-1898             | 13678            | Fermée au culte en 2010                       |
| Église Saint-Hilarion                                               |              | Saint-Hilarion                         | 243, chemin Principal                      |             | 1923-1924             | 8671             |                                               |
| Église Saint-Ignace-de-Loyola                                       |              | Québec (Beauport)                      | 3325, rue Loyola                           |             | 1932-1934             | 15263            |                                               |
| Église Saint-Irénée                                                 |              | Saint-Irénée                           | 116, rue Principale                        |             | 1842-1844             | 7823             |                                               |
| Chapelle Saint-James                                                |              | Lac-Beauport                           | 6, rue St. James                           |             | 1889-1890             | 10433            |                                               |
| Église Saint-Jean                                                   |              | Saint-Jean-de-l'Île-d'Orléans          | 2001, chemin Royal                         |             | 1734-1737             | 12408            |                                               |
| Église Saint-Jean-Baptiste de Donnacona                             |              | Donnacona                              | 985, rue Notre-Dame                        |             | 1926-1927             | 7226             |                                               |
| Église Saint-Jean-Baptiste de Québec                                |              | Québec (La Cité-Limoilou)              | 400, rue Saint-Jean                        |             | 1880-1883             | 19939            | Fermée au culte depuis 2015                   |
| Église Saint-Jean-Baptiste-de-la-Salle                              |              | Québec (Sainte-Foy-Sillery-Cap-Rouge)  | 2550, rue Biencourt                        |             | 1966-1967             | 17193            |                                               |
| Église Saint-Jérôme-de-l'Auvergne                                   |              | Québec (Charlesbourg)                  | 6530, 3e avenue Est                        |             | 1960                  | 15437            |                                               |
| Église Saint-Joachim                                                |              | Saint-Joachim                          | 164, rue de l'Église                       |             | 1777-1779             | 10863            |                                               |
| Église Saint-Joseph                                                 |              | Deschambault-Grondines                 | 115, rue de l'Église                       |             | 1835-1839             | 9474             |                                               |
| Église Saint-Joseph                                                 |              | Les Éboulements                        | 252, rue de l'Église                       |             | 1909-1932             | 8769             |                                               |
| Église Saint-Laurent                                                |              | Saint-Laurent-de-l'Île-d'Orléans       | 1532, chemin Royal                         |             | 1860-1861             | 12236            |                                               |
| Église Saint-Léonard                                                |              | Saint-Léonard-de-Portneuf              | 851, rue Principale                        |             | 1898                  | 6103             |                                               |
| Chapelle Saint-Louis                                                |              | Sainte-Catherine-de-la-Jacques-Cartier | Chemin Thomas Maher                        |             | 1945                  | 10495            |                                               |
| Église Saint-Louis                                                  |              | L'Isle-aux-Coudres                     | 226, chemin des Coudriers                  |             | 1885-1886             | 8838             |                                               |
| Église Saint-Louis de Courville                                     |              | Québec (Beauport)                      | 2315, avenue Royale                        |             | 1917-1919             | 13555            |                                               |
| Église Saint-Louis-de-France                                        |              | Québec (Sainte-Foy-Sillery-Cap-Rouge)  | 1576, route de l'Église                    |             | 1960-1961             | 16262            | Détruite (Maison des aînés Ste-Foy)           |
| Chapelle Saint-Louis-de-Gonzague                                    |              | Saint-Joachim                          | 501, chemin Cap-Tourmente                  |             | 1780-1781             | 11409            |                                               |
| Église Saint-Mathieu                                                |              | Québec (Sainte-Foy-Sillery-Cap-Rouge)  | 3155, chemin des Quatre-Bourgeois          |             | 1965-1966             | 16478            |                                               |
| Église Saint-Michel de Sillery                                      |              | Québec (Sainte-Foy-Sillery-Cap-Rouge)  | 1600, rue Persico                          |             | 1852-1854             | 17550            |                                               |
| Église Saint-Patrick de Québec                                      |              | Québec (La Cité-Limoilou)              | ?                                          |             | 1988                  |                  |                                               |
| Église Saint-Pascal-des-Maizerets                                   |              | Québec (La Cité-Limoilou)              | 1895, chemin de la Canardière              |             | 1946-1949             | 17983            |                                               |
| Église Saint-Paul                                                   |              | Baie-Saint-Paul                        | 1, place de l'Église                       |             | 1962-1964             | 9299             |                                               |
| Église Saint-Paul-Apôtre                                            |              | Québec (La Cité-Limoilou)              | 2150, 8e avenue                            |             | 1959-1960             | 18868            | Fermée au culte depuis 2006 et recyclée       |
| Église Saint-Philippe                                               |              | Clermont                               | 22, rue des Érables                        |             | 1975                  | 8516             |                                               |
| Église Saint-Pie-X                                                  |              | Québec (La Cité-Limoilou)              | 1945, 25e rue                              |             | 1959-1960             | 18015            | Démolie                                       |
| Église Saint-Pierre                                                 |              | Saint-Pierre-de-l'Île-d'Orléans        | 1243, chemin Royal                         |             | 1954                  | 11522            |                                               |
| Église Saint-Pierre-aux-Liens                                       |              | Québec (Charlesbourg)                  | 4252, rue des Roses                        |             | 1953-1954             | 16010            |                                               |
| Église Saint-Placide                                                |              | Baie-Saint-Paul                        | 290, rang Placide Sud                      |             | 1859-1860             | 9335             |                                               |
| Église Saint-Raphaël                                                |              | La Malbaie                             | 599, rue Saint-Raphaël                     |             | 1951                  | 8278             | Recyclée                                      |
| Église Saint-Raymond-Nonnat                                         |              | Saint-Raymond                          | 331, rue Saint-Joseph                      |             | 1900                  | 6236             |                                               |
| Église Saint-Roch de Québec                                         |              | Québec (La Cité-Limoilou)              | 590, rue Saint-Joseph Est                  |             | 1914-1920             | 18921            |                                               |
| Église Saint-Rodrigue                                               |              | Québec (La Cité-Limoilou)              | 4760, 1ère avenue                          |             | 1962-1963             | 15400            |                                               |
| Église Saint-Sauveur de Québec                                      |              | Québec (La Cité-Limoilou)              | 215, avenue des Oblats                     |             | 1851-1867             | 18048            |                                               |
| Église Saint-Thomas                                                 |              | Québec (Beauport)                      | 1133, avenue Royale                        |             | 1950                  | 14115            | Démolie                                       |
| Église Saint-Thomas-d'Aquin de Québec                               |              | Québec (Sainte-Foy-Sillery-Cap-Rouge)  | 2125, rue Louis-Joliet                     |             | 1954-1955             | 17090            |                                               |
| Église Saint-Thuribe                                                |              | Saint-Thuribe                          | 375, rue de l'Église                       |             | 1898-1899             | 7487             |                                               |
| Église Saint-Tite-des-Caps                                          |              | Saint-Tite-des-Caps                    | 271, avenue Royale                         |             | 1892                  | 10848            |                                               |
| Église Saint-Ubalde                                                 |              | Saint-Ubalde                           | 425, rue Saint-Paul                        |             | 1881-1882             | 7522             |                                               |
| Église Saint-Urbain                                                 |              | Saint-Urbain                           | 990, rue Saint-Édouard                     |             | 1954                  | 8696             |                                               |
| Église Saint-Yves                                                   |              | Québec (Sainte-Foy-Sillery-Cap-Rouge)  | 2470, rue Triquet                          |             | 1962-1963             | 16280            |                                               |
| Église Saint-Zéphirin de Stadacona                                  |              | Québec (La Cité-Limoilou)              | 1400, avenue François 1er                  |             | 1890                  | 16696            | Nouvelle vocation Fraternité St-Pierre        |
| Église Sainte-Agnès                                                 |              | Donnacona                              | 293, rue Sainte-Agnès                      |             | 1955-1957             | 7147             |                                               |
| Église Sainte-Agnès                                                 |              | La Malbaie                             | 3, rue du Patrimoine                       |             | 1840-1842             | 8259             |                                               |
| Église Sainte-Angèle de Saint-Malo                                  |              | Québec (La Cité-Limoilou)              | 265, rue Marie-de-l'Incarnation            |             | 1898-1899             | 18348            |                                               |
| Église Sainte-Anne                                                  |              | Québec (La Haute-Saint-Charles)        | 1765, boulevard Pie-XI Nord                |             | 1948-1949             | 15459            |                                               |
| Basilique Sainte-Anne-de-Beaupré                                    |              | Sainte-Anne-de-Beaupré                 | 10018, avenue Royale                       |             | 1923-1934             | 11211            |                                               |
| Église Sainte-Brigitte                                              |              | Sainte-Brigitte-de-Laval               | 414, avenue Sainte-Brigitte                |             | 1949                  | 10731            | Recyclée                                      |
| Église Sainte-Catherine                                             |              | Sainte-Catherine-de-la-Jacques-Cartier | 2, rue Jolicoeur                           |             | 1910-1911             | 10496            |                                               |
| Église Sainte-Cécile                                                |              | Québec (Charlesbourg)                  | 9150, avenue Jean Paquin                   |             | 1968-1969             | 15571            |                                               |
| Église Sainte-Christine                                             |              | Sainte-Christine-d'Auvergne            | 80, rue Principale                         |             | 1893-1895             | 4596             |                                               |
| Église Sainte-Claire-d'Assise                                       |              | Québec (La Cité-Limoilou)              | 2110, avenue de la Normandie               |             | 1950-1951             | 18895            | Recyclée                                      |
| Église Sainte-Famille                                               |              | Cap-Santé                              | 30, Place de l'Église                      |             | 1754-1767             | 7212             |                                               |
| Église Sainte-Famille                                               |              | Sainte-Famille                         | 3945, chemin Royal                         |             | 1743-1747             | 11465            |                                               |
| Église Sainte-Françoise-Cabrini                                     |              | Québec (La Haute-Saint-Charles)        | 1410, avenue du Lac-Saint-Charles          |             | 1947-1948             | 12721            |                                               |
| Église Sainte-Geneviève                                             |              | Québec (Sainte-Foy-Sillery-Cap-Rouge)  | 3180, rue d'Amours                         |             | 1965-1966             | 16463            |                                               |
| Église Sainte-Gertrude                                              |              | Québec (Beauport)                      | 775, avenue de l'Éducation                 |             | 1971                  | 14405            |                                               |
| Église Sainte-Jeanne                                                |              | Pont-Rouge                             | 210, rue Dupont est                        |             | 1868-1869             | 9338             |                                               |
| Église Sainte-Marguerite-Marie                                      |              | Boischatel                             | 20, côte de l'Église                       |             | 1937                  | 11457            | Recyclée                                      |
| Église Sainte-Maria-Goretti                                         |              | Québec (Charlesbourg)                  | 7180, boulevard Cloutier                   |             | 1965-1966             | 15706            | Démolie                                       |
| Église Sainte-Marie-Médiatrice                                      |              | Québec (La Haute-Saint-Charles)        | 357, boulevard Valcartier                  |             | 1950-1951             | 13564            | Démolie                                       |
| Église Sainte-Monique des Saules                                    |              | Québec (Les Rivières)                  | 2960, boulevard Masson                     |             | 1956-1958             | 17236            |                                               |
| Église Sainte-Odile                                                 |              | Québec (La Cité-Limoilou)              | 210, rue des Chênes Ouest                  |             | 1963-1964             | 18462            | Démolie en 2007                               |
| Église Sainte-Pétronille                                            |              | Sainte-Pétronille                      | 21, chemin de l'Église                     |             | 1871                  | 12466            |                                               |
| Église Sainte-Thérèse-de-l'Enfant-Jésus                             |              | Québec (Beauport)                      | 158, rue Bertrand                          |             | 1936-1937             | 14374            |                                               |
| Église Sainte-Ursule                                                |              | Québec (Sainte-Foy-Sillery-Cap-Rouge)  | 3290, rue Armand-Hamelin                   |             | 1963-1964             | 19876            |                                               |
| Église des Saints-Martyrs-Canadiens                                 |              | Québec (La Cité-Limoilou)              | 955, avenue de Bienville                   |             | 1929-1930             | 19904            |                                               |
| Église du Très-Saint-Sacrement de Québec                            |              | Québec (La Cité-Limoilou)              | 1330, chemin Sainte-Foy                    |             | 1920-1923             | 19218            | Église fermée au culte en 2019                |

#### Lieux de culte protestants

##### Lieux de culte anglicans
| Lieu de culte                             | Illustration | Municipalité                          | Adresse                           | Coordonnées | Année de construction | Lien dans l'ILCQ | Notes    |
| ----------------------------------------- | ------------ | ------------------------------------- | --------------------------------- | ----------- | --------------------- | ---------------- | -------- |
| Église Christ Church de Portneuf          |              | Portneuf                              | 4300, rang de la Chapelle         |             | 1842                  | 9763             | Détruite |
| Église Christ Church de Valcartier        |              | Saint-Gabriel-de-Valcartier           | 1823, boulevard Valcartier        |             | 1863                  | 10353            |          |
| Cathédrale de la Sainte-Trinité de Québec |              | Québec (La Cité-Limoilou)             | 31, rue des Jardins               |             | 1800-1804             | 29470            |          |
| Église de Murray Bay                      |              | La Malbaie                            | 5, rue de la Chapelle             |             | 1866-1867             | 7777             |          |
| Église Saint John the Evangelist          |              | Portneuf                              | 92, 1ère avenue                   |             | 1884                  | 9569             |          |
| Église Saint-Bartholomew                  |              | Saint-Raymond                         | 2327, Grand Rang                  |             | 1840                  | 9734             |          |
| Chapelle Saint-Mary                       |              | Sainte-Pétronille                     | 237, chemin du Bout de l'Île      |             | 1872                  | 12539            |          |
| Église Saint-Michael                      |              | Québec (Sainte-Foy-Sillery-Cap-Rouge) | 1800, chemin Saint-Louis          |             | 1854-1856             | 20293            |          |
| Chapelle Saint-Peter                      |              | Stoneham-et-Tewkesbury                | 251, chemin St.Peter's            |             | 1839                  | 10199            |          |
| Église Trinity Church                     |              | Québec (Sainte-Foy-Sillery-Cap-Rouge) | 2687, chemin des Quatre-Bourgeois |             | 1960-1961             | 16356            |          |

##### Lieux de culte presbytériens
| Lieu de culte                     | Illustration | Municipalité                | Adresse                    | Coordonnées | Année de construction | Lien dans l'ILCQ | Notes |
| --------------------------------- | ------------ | --------------------------- | -------------------------- | ----------- | --------------------- | ---------------- | ----- |
| Chapelle Campbell Hall            |              | Stoneham-et-Tewkesbury      | 415, 1ere avenue           |             | 1860                  | 10303            |       |
| Église Saint-Andrew de Québec     |              | Québec (La Cité-Limoilou)   | 106, rue Sainte-Anne       |             | 1809-1810             | 28998            |       |
| Église Saint-Andrew de Valcartier |              | Saint-Gabriel-de-Valcartier | 1827, boulevard Valcartier |             | 1843                  | 10198            |       |

##### Lieux de culte réformés
| Lieu de culte               | Illustration | Municipalité                | Adresse                    | Coordonnées | Année de construction | Lien dans l'ILCQ | Notes |
| --------------------------- | ------------ | --------------------------- | -------------------------- | ----------- | --------------------- | ---------------- | ----- |
| Église unie Chalmers-Wesley |              | Québec (La Cité-Limoilou)   | 78, rue Sainte-Ursule      |             | 1852-1853             | 21516            |       |
| Église Saint-Andrew         |              | Saint-Gabriel-de-Valcartier | 1755, boulevard Valcartier |             | 1926                  | 10287            |       |

##### Lieux de culte évangéliques
| Lieu de culte                              | Illustration | Municipalité                          | Adresse                | Coordonnées | Année de construction | Lien dans l'ILCQ | Notes |
| ------------------------------------------ | ------------ | ------------------------------------- | ---------------------- | ----------- | --------------------- | ---------------- | ----- |
| Église Assemblée Évangélique de Sainte-Foy |              | Québec (Sainte-Foy-Sillery-Cap-Rouge) | 3033, rue de Dompierre |             | 1974                  | 17106            |       |
| Église du Christ                           |              | Québec (Sainte-Foy-Sillery-Cap-Rouge) | 2980, rue de Verteuil  |             | 1966                  | 17160            |       |

##### Lieux de culte baptistes
| Lieu de culte                           | Illustration | Municipalité              | Adresse                | Coordonnées | Année de construction | Lien dans l'ILCQ | Notes |
| --------------------------------------- | ------------ | ------------------------- | ---------------------- | ----------- | --------------------- | ---------------- | ----- |
| Église Quebec Baptist                   |              | Québec (La Cité-Limoilou) | 70, Grande-Allée Ouest |             | 1918-1919             | 20918            |       |
| Église réformée baptiste de la Capitale |              | Québec (La Cité-Limoilou) | 610, avenue Belvédère  |             | 1950                  | 21344            |       |

#### Lieux de culte orthodoxes
| Lieu de culte                            | Illustration | Municipalité                          | Adresse                     | Coordonnées | Année de construction | Lien dans l'ILCQ | Notes   |
| ---------------------------------------- | ------------ | ------------------------------------- | --------------------------- | ----------- | --------------------- | ---------------- | ------- |
| Église des Saints-Apôtres-Pierre-et-Paul |              | Québec (La Haute-Saint-Charles)       | 81, boulevard des Étudiants |             | 1919-1920             | 13506            | Grecque |
| Église Saint-Étienne et Saint-Vincent    |              | Québec (Sainte-Foy-Sillery-Cap-Rouge) | 2160, chemin Marie-Victorin |             | 1967                  | 20365            | Copte   |

### Lieux de culte musulmans
| Lieu de culte            | Illustration | Municipalité                          | Adresse                               | Coordonnées | Année de construction | Lien dans l'ILCQ | Notes |
| ------------------------ | ------------ | ------------------------------------- | ------------------------------------- | ----------- | --------------------- | ---------------- | ----- |
| Grande mosquée de Québec |              | Québec (Sainte-Foy-Sillery-Cap-Rouge) | 2877, chemin Sainte-Foy               |             | 2009                  |                  |       |
| Mosquée de Québec        |              | Québec (La Cité-Limoilou)             | 1287, 1ère Avenue                     |             | 2007                  |                  |       |
| Mosquée Annour           |              | Québec (Sainte-Foy-Sillery-Cap-Rouge) | 796, avenue Myrand                    |             | 1998                  |                  |       |
| Masjid Al-rahma          |              | Québec (La Cité-Limoilou)             | 363 rue de la Couronne, suite 301-302 |             | 2005                  |                  |       |

### Lieux de culte bouddhistes
| Lieu de culte                       | Illustration | Municipalité                    | Adresse                     | Coordonnées | Année de construction | Lien dans l'ILCQ | Notes |
| ----------------------------------- | ------------ | ------------------------------- | --------------------------- | ----------- | --------------------- | ---------------- | ----- |
| Centre bouddhiste Toushita          |              | Québec (La Cité-Limoilou)       | 141, rue Saint-Jean         |             |                       |                  |       |
| Centre bouddhiste Paramita (Sherap) |              | Québec (La Haute-Saint-Charles) | 11938, boulevard Valcartier |             | ?                     |                  |       |